# Equipe hondurenha na Copa Davis
A equipe hondurenha na Copa Davis representa Honduras na Copa Davis, principal competição de tênis masculina por equipes do mundo. É administrada pela Federación Hondureña de Tenis.